# Општина Велики Семпетар
Општина Велики Семпетар (рум. Comuna Sânpetru Mare) је општина у округу Тимиш у западној Румунији. Општина је значајна по присутној српској националној мањини у Румунији, која је данас малобројнија него пре.

## Природни услови
Општина Велики Семпетар се налази у источном, румунском Банату, на око 35 км удаљености северозападно од Темишвара. Општина је равничарског карактера. Северна граница општине је река Мориш.

## Насељена места
Општина се састоји из 2 насеља:
- Велики Семпетар - седиште општине
- Игриш

## Становништво
Општина Велики Семпетар имала је према попису 2011. године 3.145 становника. Срби у општини чине 12,7% становништва. Живе у селу Велики Семпетар, где су донедавно представљали већину. Остатак су првенствено Румуни (67,3%) и Роми (13,5%).
| Етнички састав према попису из 2011. године‍ | Етнички састав према попису из 2011. године‍ | Етнички састав према попису из 2011. године‍ | Етнички састав према попису из 2011. године‍ | Етнички састав према попису из 2011. године‍ |
| ------------------------------------------- | ------------------------------------------- | ------------------------------------------- | ------------------------------------------- | ------------------------------------------- |
|                                             |                                             |                                             |                                             |                                             |
| Румуни                                      | Румуни                                      |                                             | 2.118                                       | 67,3%                                       |
| Роми                                        | Роми                                        |                                             | 424                                         | 13,5%                                       |
| Срби                                        | Срби                                        |                                             | 400                                         | 12,7%                                       |
| Мађари                                      | Мађари                                      |                                             | 26                                          | 0,8%                                        |

На попису становништва из 1930. године општина је имала 9.667 становника, а већину су чинили Румуни.
| Етнички састав према попису из 1930. године‍ | Етнички састав према попису из 1930. године‍ | Етнички састав према попису из 1930. године‍ | Етнички састав према попису из 1930. године‍ | Етнички састав према попису из 1930. године‍ |
| ------------------------------------------- | ------------------------------------------- | ------------------------------------------- | ------------------------------------------- | ------------------------------------------- |
|                                             |                                             |                                             |                                             |                                             |
| Румуни                                      | Румуни                                      |                                             | 4.653                                       | 48,1%                                       |
| Срби                                        | Срби                                        |                                             | 2.733                                       | 28,3%                                       |
| Немци                                       | Немци                                       |                                             | 1.600                                       | 16,5%                                       |
| Роми                                        | Роми                                        |                                             | 446                                         | 4,6%                                        |
| Мађари                                      | Мађари                                      |                                             | 184                                         | 1,9%                                        |